# Малокарачинское наречие
Малокара́чинское наречие (малокара́чкинское) — наречие чувашского языка (тюркский язык булгарской группы). Распространено в селе Малое Карачкино Ядринского района Чувашии.

## Сведения
С лингвистической точки зрения, малокарачинское наречие по ряду признаков противопоставляется остальному чувашскому ареалу. Эти различия, в основной массе, сложились в среднечувашский период и затрагивают они прежде всего вокализм и консонантизм.
В вокализме обнаруживаются следующие особенности:
- сохранение ö (в верховом диалекте сохраняется o, но ö > ü);
- yv, ъv > ụ;
- əv > ü;
- av > a (в последнем слоге o);
- iv > iv/ij;
- ẹ(H) > ẹ, i;
- iH, ij > i;
- ev > ö.

В консонантизме:
- совпадение после гласных в глухом варианте -č- и -ćć- > -č-;
- изменение -k-, -x- > -γ- (между гласными и после сонантов), -g- (после n);
- -kk-, -xx- > -k-;
- -k, -x > -k;
- -p- > -v-;
- -vv- > -p-.

Н. И. Ашмариным отмечалась также звонкость согласных в абсолютном начале некоторых слов и в некоторых кластерах.
Традиционно считается[кем?] обособленным наречием чувашского языка, однако, по другим[каким?] сведениям, может быть продолжением булгарского дунайского языка (источника булгаризмов в венгерском), тогда как собственно чувашский является продолжением булгарского волжского языка.